# غابرييل ريس
غابرييل اليس ريس (بالإنجليزية: Gabrielle Reece) (ولدت في 6 يناير 1970) لاعبة كرة طائرة محترفة، مذيع رياضية، عارضة أزياء وممثلة أمريكية.

## نشأتها
نشأت ريس في سانت توماس، جزر فيرجن الأمريكية، وكانت الابنة الوحيدة لوالديها تيري جلين وروبرت إدواردو ريس. قُتل والدها، الذي كان من ترينيداد، في حادث تحطم طائرة عندما كانت غابرييل في الخامسة من عمرها. عاشت ريس من سن الثانية إلى السابعة، مع أصدقاء عائلة والدتها في لونغ آيلاند، نيويورك. عادت إلى الولايات المتحدة في الصف الحادي عشر، والتحقت بمدرسة كيسويك المسيحية في سانت بطرسبرغ، فلوريدا، حيث بدأت ممارسة الرياضة. في عام 1989، انتقلت إلى مدينة نيويورك لتسعى بجدية أكبر إلى مهنة موازية كعارضة أزياء رياضية، ولمواصلة مسيرتها الاحترافية في الكرة الطائرة. تخرجت ريس أيضًا من جامعة ولاية فلوريدا.

## روابط خارجية
- Gabriellereece.com الموقع الرسمي
- غابرييل ريس على موقع الاتحاد الدولي beach volleyball database (الإنجليزية)
- غابرييل ريس على موقع قاعدة بيانات الكرة الطائرة الشاطئية (الإنجليزية)
- غابرييل ريس على موقع IMDb (الإنجليزية)
- غابرييل ريس على موقع قاعدة بيانات الفيلم (الإنجليزية)